# Франц фон Мерсі
Франц фон Мерсі (нім. Franz von Mercy; бл. 1597 — 3 серпня 1645) — військовий діяч герцогства Баварії та Священної Римської імперії, учасник Тридцятирічної війни, барон. Відомий також як Франсуа де Мерсі.

## Життєпис
Походив з лотаринзького шляхетського роду де Мерсі. Другий син П'єра Ернеста де Мерсі, губернатора Лонгві, та Анни де Отой Народився близько 1597 року в Лонгві. Поступив на імператорську службу в 1606 році, де отримав перший офіцерський чин.
1631 року перейшов на імператорську службу, отримавши звання оберст-вахтмейстера (на кшталт майора). Перебував під орудою Октавіо Пікколоміні. Того ж року брав участь у битві під Брейтенфельдом, де дістав поранення.
У 1633 році в чині полковника бився на Рейні, успішно захистив Констанцу від шведів на чолі із Густавом Горном. При падінні Брейзаху потрапив у полон до французів, але обміняний і в 1634 році протягом декількох місяців захищав Рейнфельден від Бернгарда Саксен-Веймарського. Стає генерал-вахтмейстером (на кшталт генерал-майора). У складі лотаринзького корпусу імператорської армії під керівництвом Карла IV, герцога Лотарингії, відзначився при облогах Кольмарі 1635 року і Доля 1636 року, а також битві біля Грею.
У 1638 році перейшов на баварську службу в чині фельдцейхмейстера. У 1641 році командував корпусом в Нижньому Пфальці проти герцога Генріха II де Лонгвіля, потім відігнав шведів на чолі із Юганом Банером від Регенсбурга і переслідував їх до Егера в Богемії. У червні того ж року бився при Вольфенбюттелі. 1642 року сприяв вигнання шведів з Богемії.
1643 року стає фельдмаршалом Баварії. Вдало діяв проти французького маршала Жана-Батиста де Гебріана в Швабії та Брайсгау. Потім розбив його наступника генерала Йосію Рантцау в битві біля Тутлінгену, змусивши французів залишити Баварію. Максиміліан I, курфюрст Баварії, призначив його своїм генерал-лейтенантом (це звання відповідало званню генералісимуса), імператор надіслав йому патент фельдмаршала імперії.
У 1644 році на чолі об'єднаної імператорської і баварської армій бився на Верхньому Рейні проти Генріха де Тюренна і Людовика де Конде. Зумів захопити Фрайбург, але потім був атакований об'єднаними силами Конде і Тюренна, внаслідок чого змушений був відступити.
У 1645 році розбив Тюренна у битві біля Мертгенгайма. Але вже через декілька місяців загинув у битві біля Аллергайма, зазнавши поранення від випадкової кулі.

## Характер
Його шанували офіцери й солдати, а також баварське населення. Відрізнявся швидкістю своїх рішень і спокоєм під час битви. Він розділив піхоту на батальйони, щоб зробити їх більш мобільними. Мерсі зменшив кількість пікенірів, зробив артилерію більш мобільною для застосування з іншими родами військ. Почав поєднувати піхоту, кінноту і гармату для взаємної підтримки. Відійшов від звичного для того часу бойового порядку, в якому центр складався лише з піхоти та кінноти з боків.
Сучасники описують Франца фон Мерсі як найбільш безкорисливого командувача всієї Тридцятилітньої війни, який на відміну від інших не збагатився. Його удова з 5 дітьми опинилася в скруті. Тому курфюрст Баварії передав їм усі доходи від міста Інгольштадт.

## Родина
Дружина — Анна Маргарита, донька Йоганна Райнера фон Шауенбурга, ландфогта Ортенау.
Діти:
- Клавдія (1631—1708), дружина графа Бонавентури фон Фуггера, гофмейстера баварського курфюрства
- Максиміліан Леопольд
- Петер Ернст (1641—1686), фельдмаршал-лейтенант
- донька
- донька